# Sarah Frances Whiting
Sarah Frances Whiting (New York, 23 agosto 1847 – Wilbraham, 12 settembre 1927) è stata una fisica e astronoma statunitense, una delle fondatrici e la prima direttrice dell'Osservatorio Whitin al Wellesley College. Istruì diversi astronomi e fisici di rilievo, tra cui Annie Jump Cannon.
Un cratere da impatto su Venere porta il suo nome.

## Biografia
Figlia di Elizabeth Comstock e Joel Whiting, che si era laureato all'Hamilton College e aveva ricoperto vari incarichi di insegnamento nello Stato di New York, Sarah Frances Whiting non ricevette un'istruzione formale, ma le fu insegnata matematica e fisica dal padre Whiting si interessò fin dalla tenera età alla scienza grazie proprio al padre. Whiting si laureò alla Ingham University nel 1865, dopo di che insegnò in una scuola secondaria femminile a Brooklyn.
Whiting fu nominata dal presidente del Wellesley College, Henry Fowle Durant, un anno dopo l'apertura del College nel 1875, come primo professore di fisica. Fondò il suo dipartimento di fisica e il laboratorio universitario di fisica sperimentale a Wellesley, il secondo del suo genere ad essere avviato nel paese. Su richiesta di Durant, frequentò le lezioni del Massachusetts Institute of Technology tenute da Edward Charles Pickering. Frequentando le lezioni di Pickering, Whiting osservò le tecniche di insegnamento della scienza attraverso il lavoro di laboratorio, che era allora una novità per gli Stati Uniti. Whiting adottò questa pedagogia per le sue classi, e così fondò il secondo laboratorio di fisica universitario negli Stati Uniti, dopo il MIT e il primo per donne.

### Un laboratorio di fisica al Wellesley College
Il metodo pratico di insegnamento della fisica richiedeva una vasta collezione di attrezzature scientifiche. 
Così quando Pickering la invitò a osservare anche alcune delle nuove tecniche applicate all'astronomia, come la spettroscopia, lei cominciò a guardarsi attorno. C'erano all'epoca pochi produttori commerciali di apparecchiature scientifiche negli Stati Uniti, ma con i generosi finanziamenti del suo college e i consigli di Pickering e George Frederick Barker dell'Università della Pennsylvania, Whiting si assicurò l'attrezzatura necessaria. Selezionò alcuni strumenti dalle mostre dei produttori europei alla Centennial Exhibition di Filadelfia del 1876 e commissionò la produzione di altri strumenti fornendo specifiche esatte agli artigiani. Quando insegnò i suoi primi corsi di fisica nell'autunno del 1878, i suoi laboratori erano straordinariamente ben attrezzati con strumenti per studiare l'acustica, il calore, l'elettricità e la meccanica.
Si procurò una vasta gamma di spettroscopi. Così, quando la scoperta dei raggi X fu annunciata nel 1895, assemblò l'attrezzatura e prese i primi raggi X negli Stati Uniti. Nel 2020, il college ha riscoperto i suoi cianotipi, stampe fotografiche blu ciano realizzate con una miscela di composti di ferro che mostrano il suo lavoro. Nel loro articolo "Sarah Frances Whiting and the 'Photography of the Invisible'" nel numero di agosto 2020 di Physics Today, i professori di Wellesley John Cameron e Jacqueline Marie Musacchio descrivono il lavoro di Whiting con i raggi X, sottolineando il fatto che lei e il suo team non sono stati solo tra i primi scienziati del paese a replicare con successo le radiografie di Wilhelm Röntgen, ma lei è stata anche la prima in un college universitario e la prima donna a farlo. Raccontò la biografa ed ex studentessa Annie Jump Cannon:
Oltre a Cannon, Whiting fu assistita negli esperimenti a raggi X da Mabel Augusta Chase e Grace Evangeline Davis. In questi esperimenti, giocarono con le variabili nella configurazione stabilita per migliorare la qualità dell'immagine e imparare come i raggi X potrebbero penetrare materiali diversi.

### Osservatorio Whitin

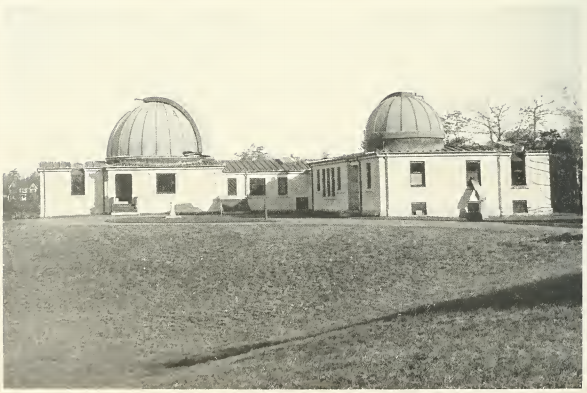
L'Osservatorio Whitin, come raffigurato nel numero del 1935 di The Legenda, l'annuario del Wellesley College

Whiting fu la prima donna ad essere invitata alla New England Meteorological Society e iniziò un corso di meteorologia. Costruì una stazione di osservazione meteorologica e i suoi studenti raccolsero dati per il Bureau of Meteorology degli Stati Uniti, poiché non c'erano altre stazioni di osservazione nelle vicinanze. Tuttavia, era meglio conosciuta per il suo lavoro con lo spettroscopio e per il suo corso di astronomia, che ha insegnato per 20 anni. Nel 1880 iniziò a tenere un corso di astronomia pratica. Nel 1896, la filantropa Sarah Elizabeth Whitin fu eletta nel consiglio di amministrazione del Wellesley College ed era particolarmente interessata allo studio dell'astronomia.

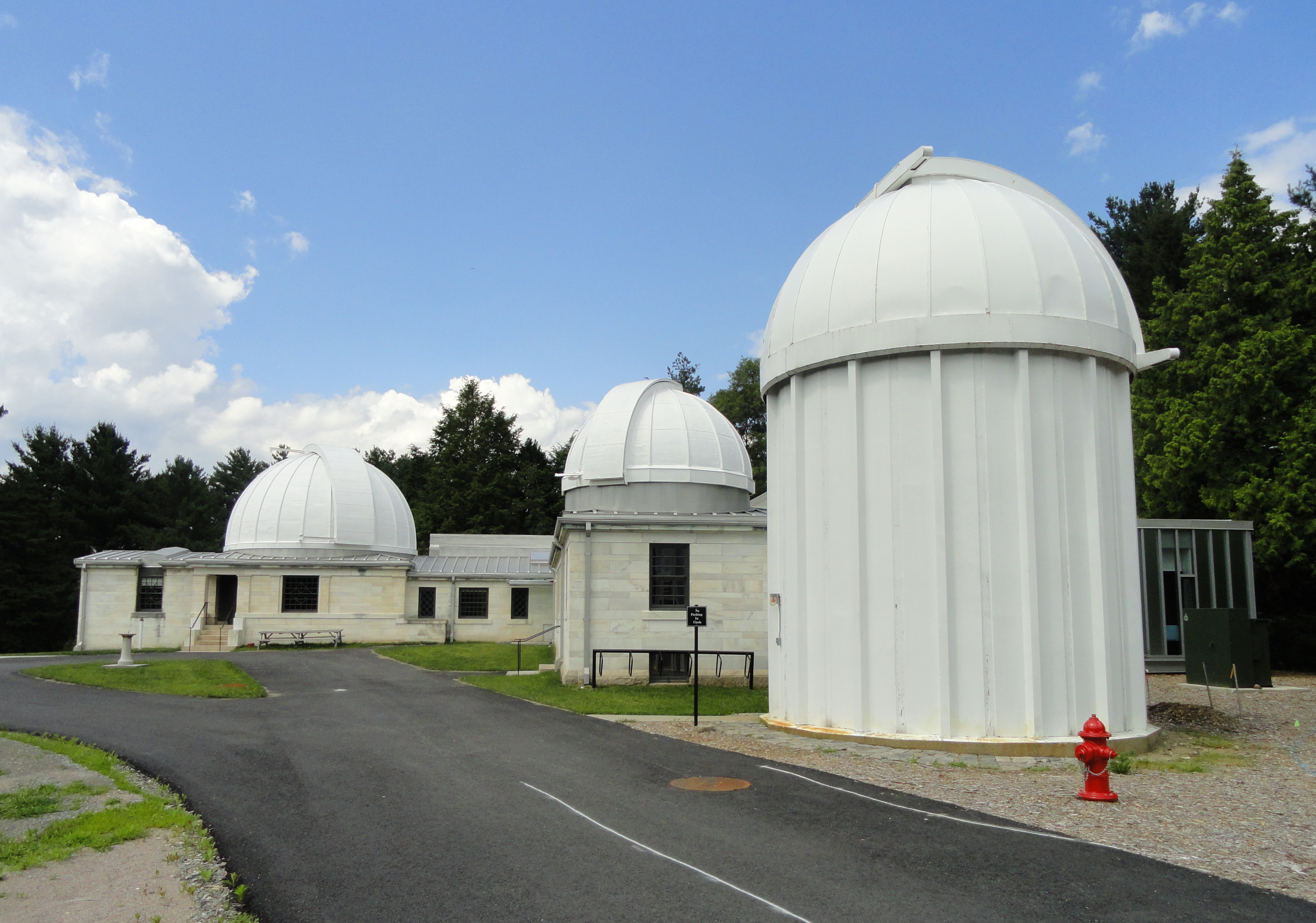
L'Osservatorio Whitin, Wellesley College, 2011

Nel 1899, su suggerimento di Whiting, il college acquistò un telescopio da 12 pollici e nel 1900 fu completata la costruzione dell'Osservatorio Whitin per un costo totale di 30.000 dollari. Nel 1901 fu fondato ufficialmente il dipartimento di astronomia con lei come prima direttrice donna. Fino ad allora, le attività didattiche in astronomia si svolgevano all'interno del dipartimento di fisica. Nel 1905, Whitin finanziò un'espansione dell'osservatorio con una cupola più piccola, un rifrattore Clark da 6 pollici, una cupola di transito, una biblioteca e uno spazio di laboratorio. Nel 1909, l'espansione dell'Osservatorio Whitin fu completata con attrezzature aggiuntive.
Durante la sua permanenza a Wellesley, Whiting si tenne aggiornata sugli sviluppi scientifici e condivise le conoscenze con i suoi studenti.. Incontrò Thomas Edison e venne a conoscenza delle sue lampadine a incandescenza. Diede poi una dimostrazione a Wellesley di queste lampadine al consiglio di amministrazione nella speranza di convincerli a investire nella nuova tecnologia. Inoltre, viaggiò e frequentò corsi nelle università di tutto il mondo entrando in contatto con vari scienziati.
Whiting trascorse i suoi anni sabbatici viaggiando in tutto il mondo, visitando istituzioni scientifiche e frequentando seminari e corsi. Dal 1888 al 1889 si recò in Germania e studiò brevemente all'Università di Berlino, seguito da un periodo in Inghilterra, dove visitò laboratori e noti scienziati. Nel 1896 si recò in Scozia e si iscrisse all'Università di Edimburgo per studiare con il fisico Peter Guthrie Tait. Nel 1905 ebbe un dottorato onorario da Tufts College. Diventò anche nota per avere sostenuto il proibizionismo.
Whiting si ritirò dall'incarico di professore di fisica a Wellesley nel 1912, ma rimase come direttore dell'Osservatorio di Whitin fino al 1916. Mantenne il titolo di Professore Emerito fino alla sua morte avvenuta nel 1927, a 80 anni, a Wilbraham, Massachusetts. Fu sepolta nel cimitero di Machpelah a Le Roy, New York, vicino alla sua ormai scomparsa alma mater, la Ingham University.

## Opere (selezione)
- Use of Graphs in Teaching Astronomy
- Use of Drawings in Orthographic Projection and of Globes in Teaching Astronomy
- Spectroscopic Work for Classes in Astronomy, "The Use of Photographs in Teaching Astronomy"
- Partial Solar Eclipse, 28 giugno 1908
- Solar Halos
- A Pedagogical Suggestion for Teachers of Astronomy
- Priceless Accessions to Whitin Observatory Wellesley College
- The Tulse Hill observatory diaries

- Whiting scrisse anche un necrologio per Margaret Lindsay Huggins e reminiscenze di William Thomson.[7][8]

- Ha descritto le sue esperienze in fisica nell'articolo del Wellesley College News "Le esperienze di una donna fisica".[9]